# دانيال هيغينز
دانيال هيغينز (بالإنجليزية: Daniel Higgins)‏ هو لاعب كرة قدم بريطاني، ولد في 8 أبريل 1998 في اسكتلندا في المملكة المتحدة. لعب مع نادي سلتيك.

## وصلات خارجية
- دانيال هيغينز على موقع قاعدة بيانات كرة القدم.إي يو (الإنجليزية)
- دانيال هيغينز على موقع Soccerbase.com (لاعب) (الإنجليزية)
- دانيال هيغينز على موقع Soccerway.com (الإنجليزية)
- دانيال هيغينز على موقع عالم كرة القدم.نت (الإنجليزية)